# Robert Bresson
Robert Bresson (Francia, 25 de septiembre de 1901-18 de diciembre de 1999) fue un director de cine francés, autor de una serie de películas en las que desarrolló un discurso en busca de un absoluto ascetismo, de un despojamiento que aspira a captar aquello que escapa a la mirada ordinaria.
Bresson es uno de los cineastas mejor considerados de todos los tiempos. Tiene el mayor número de películas (siete) en la lista de 2012 de los críticos de Sight & Sound de las 250 mejores películas de la historia. Sus obras Un hombre escapó (1956), Pickpocket (1959) y Au hasard Balthazar (1966) se situaron entre las 100 primeras, y otras películas como Mouchette (1967) y L'Argent (1983) también recibieron muchos votos. Jean-Luc Godard escribió en una ocasión: "Él es el cine francés, como Dostoievski es la novela rusa y Mozart es la música alemana."

## Trayectoria
Bresson nació en Bromont-Lamothe, Puy-de-Dôme, hijo de Marie-Élisabeth (de soltera, Clausels) y Léon Bresson. Poco se sabe de sus primeros años. Fue educado en el Lycée Lakanal en Sceaux (Altos del Sena), cerca de París, y se dedicó a la pintura después de graduarse. Tres influencias formativas en sus primeros años parecen haber dejado una marca en sus películas: el catolicismo, el arte y sus experiencias como prisionero de guerra. Robert Bresson vivió en París, Francia, en la Île Saint-Louis.
Tras abandonar la pintura y la fotografía, Bresson realizó su primer film en 1934: Les Affaires publiques, un cortometraje cómico. Bresson se alistó en el ejército francés al comienzo de la Segunda Guerra Mundial, en 1940, fue apresado por más de un año en un campo de concentración alemán;una experiencia que dio forma a Un condamné à mort s'est échappé o Le vent souffle où il veut (Un hombre se ha escapado). En una carrera que duró cincuenta años, Bresson realizó solo 13 largometrajes. Esto refleja su enfoque minucioso del proceso de realización cinematográfica y sus preocupaciones no comerciales. La dificultad para encontrar financiación para sus proyectos también fue un factor determinante.
Hizo, en 1943, Les angés du peché, que tuvo una versión doblada al castellano de poco éxito. En 1944, durante la ocupación alemana, dirigió Les dames du Bois de Boulogne, con guion suyo, pero con diálogos de Jean Cocteau; la protagonista era María Casares. Se basaba en un relato que había narrado Diderot hacia 1773 en Jacques le fataliste. Es una perfecta tragedia psicológica, quizá una de las mejores del cine, y le situó a Bresson en el primer rango de los realizadores franceses.
En adelante realizará lo mejor de su carrera, desarrollando un estilo propio que renunciaba a actores profesionales y a todo artificio, en busca de un lenguaje visual puro, cargado de gestos, miradas y sonidos. Más depurada, en 1950, rodó el Diario de un cura rural, obra impresionante, por su calidad y sus convicciones morales. Ya estamos en su etapa madura, en la que destacan —además de Le Journal d'un curé de campagne—, Un condamné à mort s'est échappé, Pickpocket o Mouchette.
En 1974 rodó al fin un viejo proyecto: Lancelot du Lac. Su último film, de 1983, es El dinero.

## Balance
Hacia el final de su etapa de director, en 1975, publicó el libro Notes sur le cinématographe (Notas sobre el cinematógrafo), un compendio de aforismos con los que defiende su visión del cinematógrafo que él distingue del cine. En efecto, él piensa que el cine es una especie de teatro filmado, mientras que el cinematógrafo representa una nueva escritura visual de imágenes en movimiento y de sonidos, relacionados por el montaje.
En 1995, la totalidad de su obra, compuesta de un total de 13 largometrajes (cantidad relativamente baja), fue distinguida por la Académie française du cinema con el Premio René Clair.
En 2014 Mylène Bresson publicó una importante recopilación de entrevistas: Bresson por Bresson, que ha sido traducida al español en 2015.

## Filmografía
- 1934: Les Affaires publiques (cortometraje)
- 1943: Los ángeles del pecado (Les Anges du péché)
- 1945: Las damas del bosque de Bolonia  (Les Dames du Bois de Boulogne)
- 1950: Diario de un cura rural (Le Journal d'un curé de campagne)
- 1956: Un condenado a muerte se ha escapado (Un condamné à mort s'est échappé)
- 1959: Pickpocket
- 1962: El proceso de Juana de Arco (Le Procès de Jeanne d'Arc)
- 1966: Al azar de Baltasar (Au hasard Balthazar)
- 1967: Mouchette
- 1969: Una mujer dulce (Une femme douce)
- 1971: Cuatro noches de un soñador (Quatre nuits d'un rêveur)
- 1974: Lancelot du Lac
- 1977: El diablo, probablemente (Le Diable probablement)
- 1983: El dinero (L'Argent)

## Premios y distinciones
Festival Internacional de Cine de Cannes
| Año  | Categoría              | Película                             | Resultado |
| ---- | ---------------------- | ------------------------------------ | --------- |
| 1957 | Mejor dirección        | Un condenado a muerte se ha escapado | Ganador   |
| 1962 | Gran Premio del Jurado | El proceso de Juana de Arco          | Ganador   |
| 1983 | Mejor director         | El dinero                            | Ganador   |

Festival Internacional de Cine de Venecia
| Año  | Categoría                     | Película                | Resultado |
| ---- | ----------------------------- | ----------------------- | --------- |
| 1951 | Premio Internacional          | Diario de un cura rural | Ganador   |
| 1951 | Premio OCIC                   | Diario de un cura rural | Ganador   |
| 1951 | Premio de la Crítica Italiana | Diario de un cura rural | Ganador   |
| 1966 | Mención especial              | Al azar de Baltasar     | Ganador   |
| 1966 | Premio New Cinema             | Al azar de Baltasar     | Ganador   |
| 1966 | Premio San Jorge              | Al azar de Baltasar     | Ganador   |
| 1967 | Secciones paralelas           | Mouchette               | Ganador   |
| 1989 | León de Oro Especial          | -                       | Ganador   |

Festival Internacional de Cine de San Sebastián
| Año  | Categoría                            | Película        | Resultado |
| ---- | ------------------------------------ | --------------- | --------- |
| 1969 | Concha de Plata a la mejor dirección | Una mujer dulce | Ganador   |

Festival Internacional de Cine de Berlín
| Año  | Categoría    | Película                 | Resultado |
| ---- | ------------ | ------------------------ | --------- |
| 1977 | Oso de Plata | El diablo, probablemente | Ganador   |